# Benthamiella azorelloides
Benthamiella azorelloides ist eine Pflanzenart aus der Gattung Benthamiella in der Familie der Nachtschattengewächse (Solanaceae).

## Beschreibung
Benthamiella azorelloides ist ein Chamaephyt, dessen Laubblätter 1,5 bis 5 mm lang und 0,5 mm breit sind und einen bewimperten Rand besitzen. Der Blütenkelch ist nahezu glockenförmig, 3 bis 4,5 mm lang und besitzt einen bewimperten Rand. Die Krone ist röhrenförmig und 4 bis 5 mm lang. Ihre Außenseite ist behaart. Die fünf Staubblätter sind gleichgestaltig und stehen über die Krone hinaus. Die Staubfäden sind an der Basis behaart und setzen im unteren Drittel der Kronröhre an. Der Fruchtknoten besitzt ein sichtbares Nektarium. Der Griffel steht nicht über die Krone hinaus.

## Verbreitung
Die Art ist in Patagonien, im Westen Chubuts verbreitet und wächst dort in Steppen.

## Systematik und Botanische Geschichte
Die Art wurde 1902 von Carlos Luis Spegazzini erstbeschrieben.